# Rebecca Harris
Rebecca Teneile Harris (ur. 15 kwietnia 1986 w Bazie Wojskowej March Air Force w Kalifornii) – amerykańska koszykarka, występująca na pozycji rzucającej, obecnie zawodniczka Canik Belediyesi Samsun.
W sezonie 2012/2013 pełniła funkcję trenerki.
W jednym ze spotkań, w 2013, zdobyła 43 punkty, podczas konfrontacji z AZS PWSZ Gorzów, jako zawodniczka Basket ROW Rybnik, ustanawiając tym samym rekord sezonu.
31 lipca 2018 została zawodniczką PGE MKK Siedlce. 15 lutego 2019 dołączyła do Energi Toruń. 29 sierpnia zawarła umowę z tureckim Canik Belediyesi Samsun.

## Osiągnięcia
Stan na 3 września 2019, na podstawie, o ile nie zaznaczono inaczej.
NJCAA
- MVP zespołu (2005)
- Zaliczona do składu honorable mention NJCAA All-American (2006)

NCAA
- Zaliczona do:
  - I składu:
    - Academic All-Big Ten (2008)
    - turnieju Big 10 (2008)

Indywidualne
(* – nagrody przyznane przez eurobasket.com)
- Zaliczona do*:
  - I składu zawodniczek zagranicznych ligi czeskiej (2009)[5]
  - II składu ligi czeskiej (2009)[5]
- Uczestniczka meczu gwiazd ligi:
  - czeskiej (2009)
  - polskiej (2012)